# Henry Boyle, 1. Baron Carleton

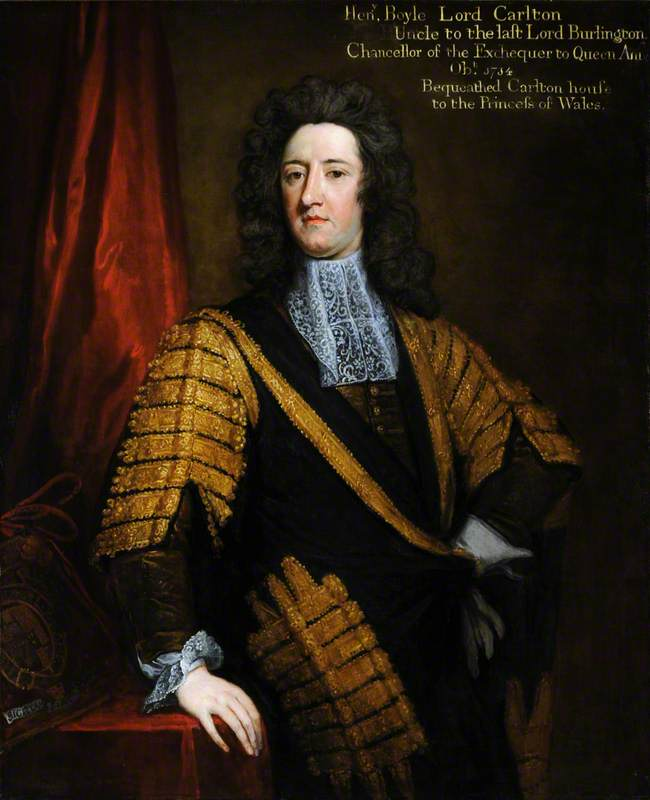
Henry Boyle als Schatzkanzler (Gemälde von Godfrey Kneller, 1703).

Henry Boyle, 1. Baron Carleton, PC (* 12. Juli 1669; † 14. März 1725 in Carleton House, Pall Mall, London) war ein Politiker der liberalen Whigs im Königreich England sowie im Königreich Großbritannien, der Mitglied des Unterhauses (House of Commons) des irischen Parliament of Ireland, des englischen (Parliament of England) sowie im britischen Parlament (Parliament of Great Britain) war. Er war unter anderem zwischen 1701 und 1708 Schatzkanzler (Chancellors of the Exchequer) in der Regierung Godolphin–Marlborough sowie von 1721 bis zu seinem Tode 1725 Präsident des Geheimen Kronrates (Lord President of the Council)	in der Regierung Walpole–Townshend. 1714 wurde er als 1. Baron Carleton in den erblichen Adelstand der Peerage of Great Britain erhoben und dadurch Mitglied des Oberhauses (House of Lords), dem er bis zu seinem Tode angehörte.

## Leben

### Familiäre Herkunft, Unterhausabgeordneter und Juniorminister

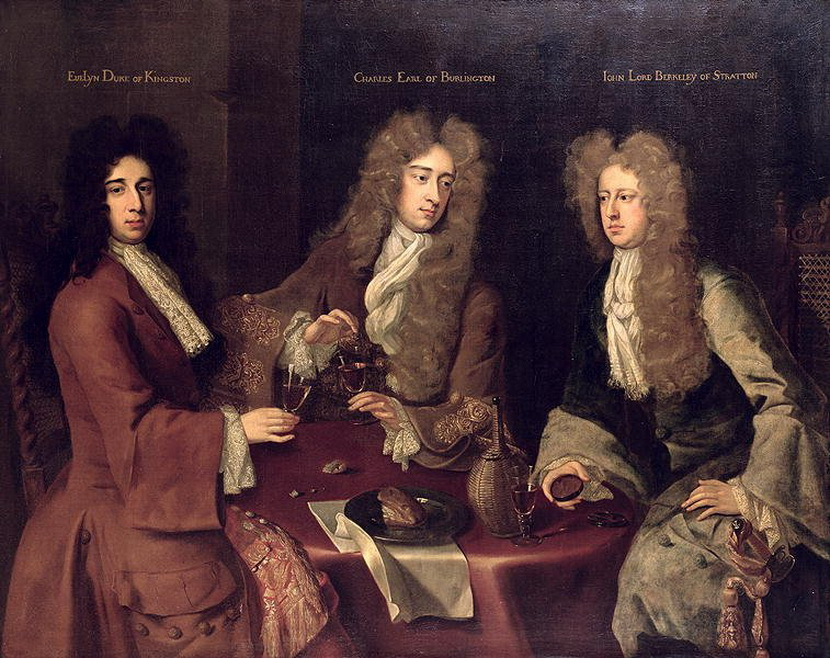
Henry Boyles Bruder Charles Boyle, 3. Earl of Cork, 2. Earl of Burlington (Mitte), mit dem 1. Duke of Kingston (links) und dem 3. Baron Berkeley of Stratton (rechts).

Henry Boyle war ein Spross einer prominenten anglo-irischen Adelsfamilie und Enkel von Richard Boyle, 2. Earl of Cork. Er war ein Sohn des Unterhausabgeordneten Charles Boyle (1639–1694), der die mit dem Titel als Earl of Cork verbundenen Titel als 3. Viscount Dungarvan sowie als Baron Clifford of Lanesborough und ferner den Titel als 3. Baron Clifford erbte und dadurch ebenfalls Mitglied des Oberhauses wurde, und dessen erster Ehefrau Lady Jane Seymour (1637–1679), einer Tochter von William Seymour, 2. Duke of Somerset (1587–1660). Sein Bruder Charles Boyle, erbte 1694 den Titel als 4. Viscount Dungarvan sowie 1698 als 3. Earl of Cork und als 2. Earl of Burlington. Seine Schwester Mary Boyle war die Ehefrau von James Douglas, 2. Duke of Queensberry, während seine Schwester Arabella Boyle mit Henry Petty, 1. Earl of Shelburne verheiratet war. Seine Schwester Elizabeth Boyle wiederum war die Ehefrau von Generalleutnant James Barry, 4. Earl of Barrymore.
Nach dem Besuch der Westminster School wurde Boyle auf Wunsch seines Onkels Laurence Hyde, 1. Earl of Rochester Armee einberufen, dessen politische Ansichten als konservativer Tory er jedoch nicht teilte. Vielmehr schloss er sich den liberalen Whigs an. Im November 1688 hatte er sich der Desertion von Jakob II. von England für den Wilhelm III. von Oranien angeschlossen. Er wurde im Mai 1689 für Tamworth, den alten Wahlkreis seines Vaters, ins Unterhaus (House of Commons) des englischen Parlaments (Parliament of England) gewählt, ging aber nach dem Verlust des Sitzes bei den Parlamentswahlen 1690 nach Irland, um die riesigen Ländereien seines Großvaters in den Grafschaften Cork und Waterford zu verwalten. Er war kurzzeitig zwischen 1692 und 1695 für den Wahlkreis County Cork Mitglied im irischen Parlament des Parliament of Ireland, wo er für sein großes Geschick und seine „Schnelligkeit“ bekannt war.
Zugleich wurde Boyle 1692, nachdem er seine Armeekommission niedergelegt hatte, auch zum Abgeordneten des Unterhauses des englischen Parlaments im Wahlkreis Cambridge University gewählt, deren Kanzler sein Cousin Charles Seymour, 6. Duke of Somerset, war. Zu dieser Zeit absolvierte er auch ein Studium an der University of Cambridge, das er 1693 mit einem Master of Arts (M.A.) beendete. Er schloss sich zunächst der Opposition an, glänzte als Redner und Prüfer der Regierungstätigkeit. Er wurde in den Jahren 1695 bis 1697 in die Rechnungskommission gewählt. Der Opposition überdrüssig, wechselte er jedoch im Winter 1697/98 zur Hofpartei und sein wirksames Eintreten für die finanziellen Maßnahmen des Hofes brachte ihm im Mai 1699 die Ernennung zum Lord des Schatzamtes (Lord of the Treasury). Am 27. März 1701 wurde er zudem Mitglied des Geheimen Kronrates (Privy Council) berufen.

### Schatzkanzler und Staatssekretär für den Norden

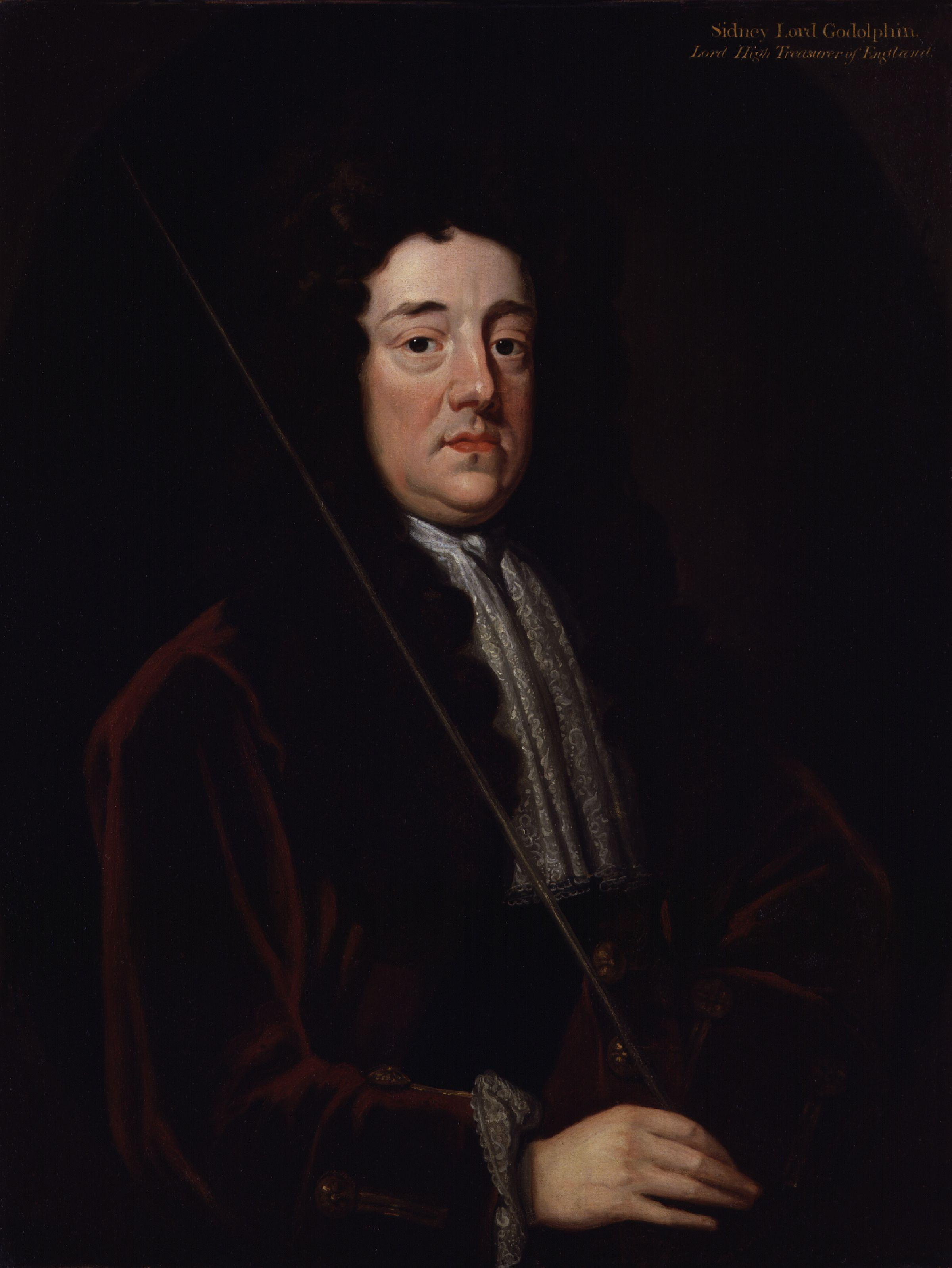
In der Regierung von Lord High Treasurer Sidney Godolphin, 1. Earl of Godolphin war Boyle sowohl Schatzkanzler als auch Staatssekretär für den Norden.

Am 8. Mai 1702 wurde Henry Boyle als Schatzkanzler (Chancellor of the Exchequer) in die Regierung Godolphin–Marlborough berufen und bekleidete dieses Amt bis zum 22. April 1708, woraufhin John Smith seine Nachfolge antrat. Zugleich fungierte er als Nachfolger seines Bruders Henry Boyle, 2. Earl of Burlington, 3. Earl of Cork, zwischen 1704 und 1715 sowohl als Oberschatzmeister von Irland (Lord Treasurer of Ireland) als auch von 1704 bis 1715 als Lord Lieutenant Königlicher Vertreter im Gebiet West Riding of Yorkshire und wurde in diesen Funktionen von Richard Boyle, 3. Earl of Burlington abgelöst. In dieser Zeit war er als Nachfolger von Henry Boyle, 2. Earl of Burlington, 3. Earl of Cork, zudem zwischen 1704 und 1715 Vizeadmiral der Grafschaft Yorkshire (Vice-Admiral of Yorkshire) sowie Hüter der Rollen (Custos rotulorum) im Gebiet North Riding of Yorkshire und wurde auch hier von Richard Boyle, 3. Earl of Burlington, abgelöst. Als urbaner und überlegener Mensch vermied er, wo immer möglich, politische Machtkämpfe und zog die stetigen Routinen der Finanzgeschäfte vor, von denen er reichlich profitierte.
Nach den Wahlen von Mai und Juni 1705, als er Abgeordneter für den Wahlkreis Westminster wurde, trat Boyle als einer der wichtigsten Sprecher des Regierungsführers Sidney Godolphin, 1. Earl of Godolphin im Unterhaus auf. Im Zuge einer Regierungsumbildung löste er am 13. Februar 1708 Robert Harley als Staatssekretär für den Norden (Secretary of State in Northern Department) in der Regierung Godolphin–Marlborough ab. Nachdem die dem Hofe nahestehenden Whigs zunehmend einer Dominanz der Junto-Whigs unterlagen, verlor er dieses Amt mit dem Ende dieser Regierung am 11. August 1710. 1706 war er Mitglied der Kommission zur Vorbereitung des Act of Union 1707, des Zusammenschlusses des Königreichs England mit dem Königreich Schottland zum Königreich Großbritannien. 1710 wurde er mit der Führung des Prozesses gegen Henry Sacheverell betraut. Dieser wurde für Predigten angeklagt, die die glorreiche Revolution (Glorious Revolution) kritisierten und daher von der Whig-Regierung als subversiv angesehen wurden. Am 23. März 1710 wurde dieser für drei Jahre vom Predigen suspendiert. Wegen des zunehmenden Einflusses der Tories verzichtete er auf eine erneute Kandidatur bei den Unterhauswahlen vom 2. Oktober bis 16. November 1710 und zog sich vollständig aus der Politik zurück.

### Oberhausmitglied und Lordpräsident

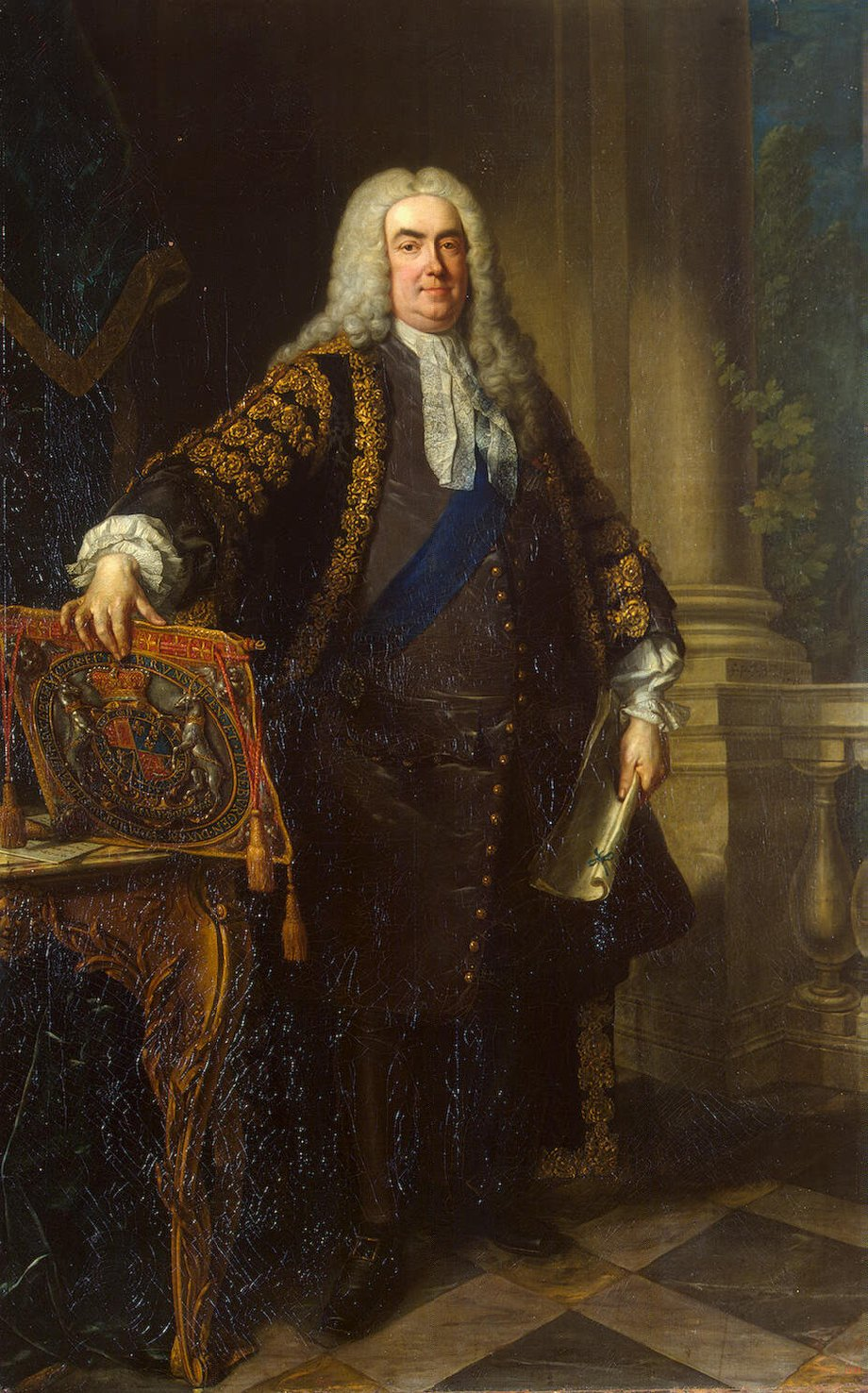
In der Regierung von Premierminister Robert Walpole fungierte Henry Boyle, Baron Carleton, zwischen 1721 und seinem Tode 1725 als Lord President of the Council.

Nach dem Tod von Königin Anne am 1. August 1714 war Henry Boyle unweigerlich Kandidat für die höchsten Ämter unter der neu gebildeten Whig-Regierung Townshend. Allerdings wurde er nicht in diese Regierung berufen, sondern lediglich am 19. Oktober 1714 als 1. Baron Carleton in den erblichen Adelstand der Peerage of Great Britain erhoben und dadurch Mitglied des Oberhauses (House of Lords), dem er bis zu seinem Tode angehörte. Im Oberhaus unterstützte er während des „Whig-Schismas“ die erste und zweite Regierung Stanhope–Sunderland. Am 6. Juli 1720 wurde ihm von der University of Oxford ein Ehrendoktor des Zivilrechts D.C.L. (Doctor of Civil Law) verliehen.
Als Nachfolger von Charles Townshend, 2. Viscount Townshend wurde Henry Boyle, Baron Carleton, am 21. Juni 1721 Präsident des Geheimen Kronrates (Lord President of the Council)	in der Regierung Walpole–Townshend und übte dieses Amt bis zu seinem Tode am 14. März 1725 aus. Er starb unverheiratet in seiner Londoner Residenz Carleton House am 14. März 1725 und hinterließ Güter in Oxfordshire, Wiltshire und Petersham in Surrey sowie ein persönliches Bargeldvermögen von über 27.000 Pfund. Laut Lady Mary Wortley Montagu war er der wahre Vater von Catherine „Kitty“ Douglas, Duchess of Queensberry, der Tochter von Jane Hyde, Countess of Clarendon, und ihrem Ehemann Henry Hyde, 4. Earl of Clarendon. Der Wahrheitsgehalt der Geschichte bleibt unklar, aber sicherlich profitierten sowohl Kitty Hyde als auch Jane Hyde von Carletons Testament, der ihnen Geld und Schmuck vermachte. Er wurde am 31. März 1725 in der Familiengruft in Londesborough, Yorkshire, beigesetzt. Da er ohne männlichen Nachkommen verstarb, erlosch mit seinem Tode der Titel des Baron Carleton.